# Henri en Charles Beaubrun
Henri (Amboise, 1603 - Parijs, 1677) en Charles Beaubrun (Amboise, 1604 - Parijs, 1692) waren twee Franse schilders die neven van elkaar waren die in de Franse hofkringen verscheidene portretten vervaardigden.

## Biografie
Beide schilders werden in Amboise geboren in een portretschildersfamilie en genoten mogelijk hun opleiding bij hun oom Louis Beaubrun. Ze kwamen gezamenlijk aan het hof van Lodewijk XIII van Frankrijk te werken en later ook onder diens opvolger Lodewijk XIV. Ook waren beiden betrokken bij de oprichting van de Académie royale de peinture et de sculpture.
De meeste schilderijen hebben ze samen geschilderd; aangezien het niet uit te maken is wie de schilder is van individueel gemaakte portretten, worden alle portretten aan beiden toegeschreven. Het is van de schilders bekend dat ze beiden werkten aan hetzelfde portret, waarbij de penseel van de een aan de ander werd doorgegeven.

## Galerij

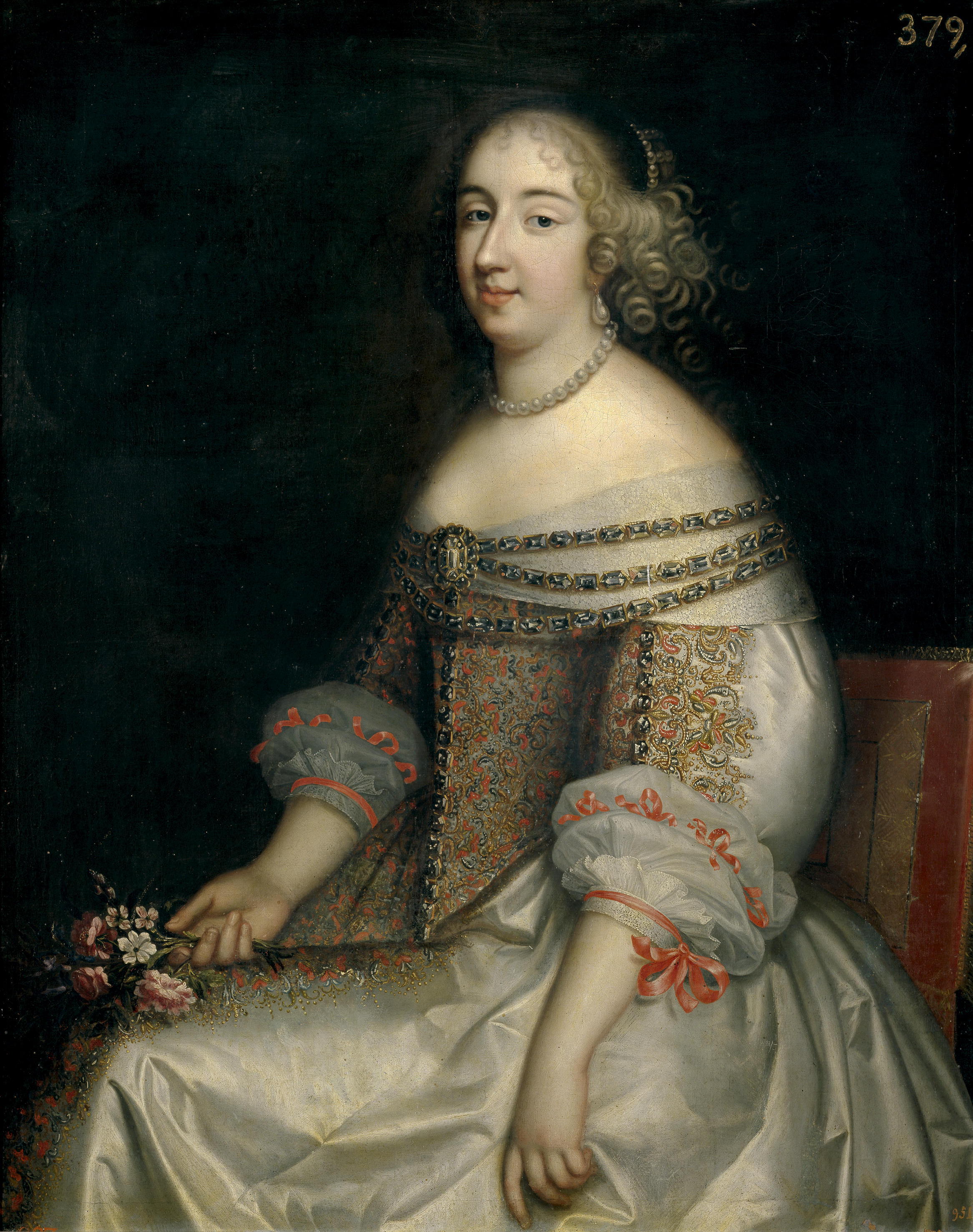
Portret van de hertogin van Montpensier
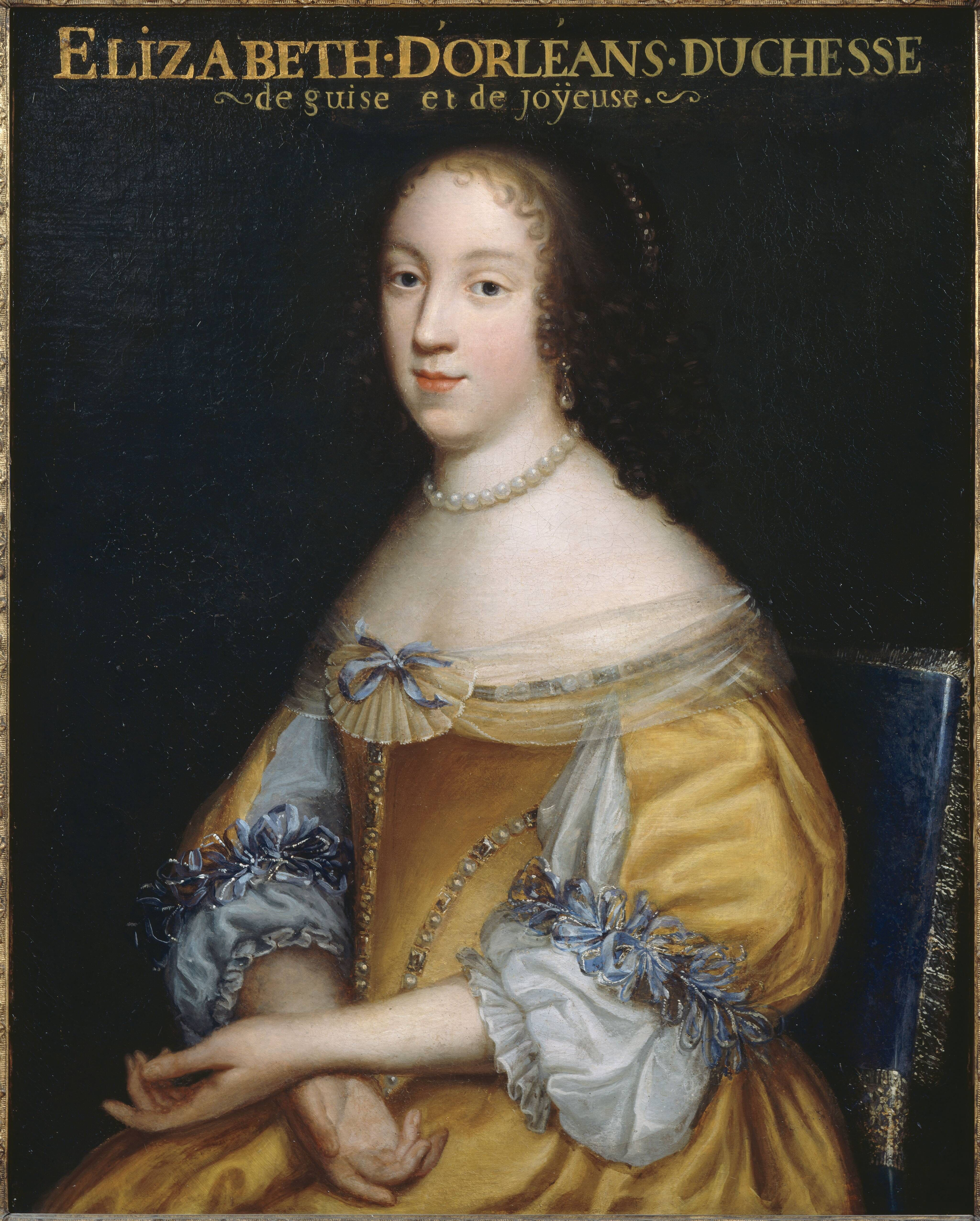
Portret van Isabella van Orléans
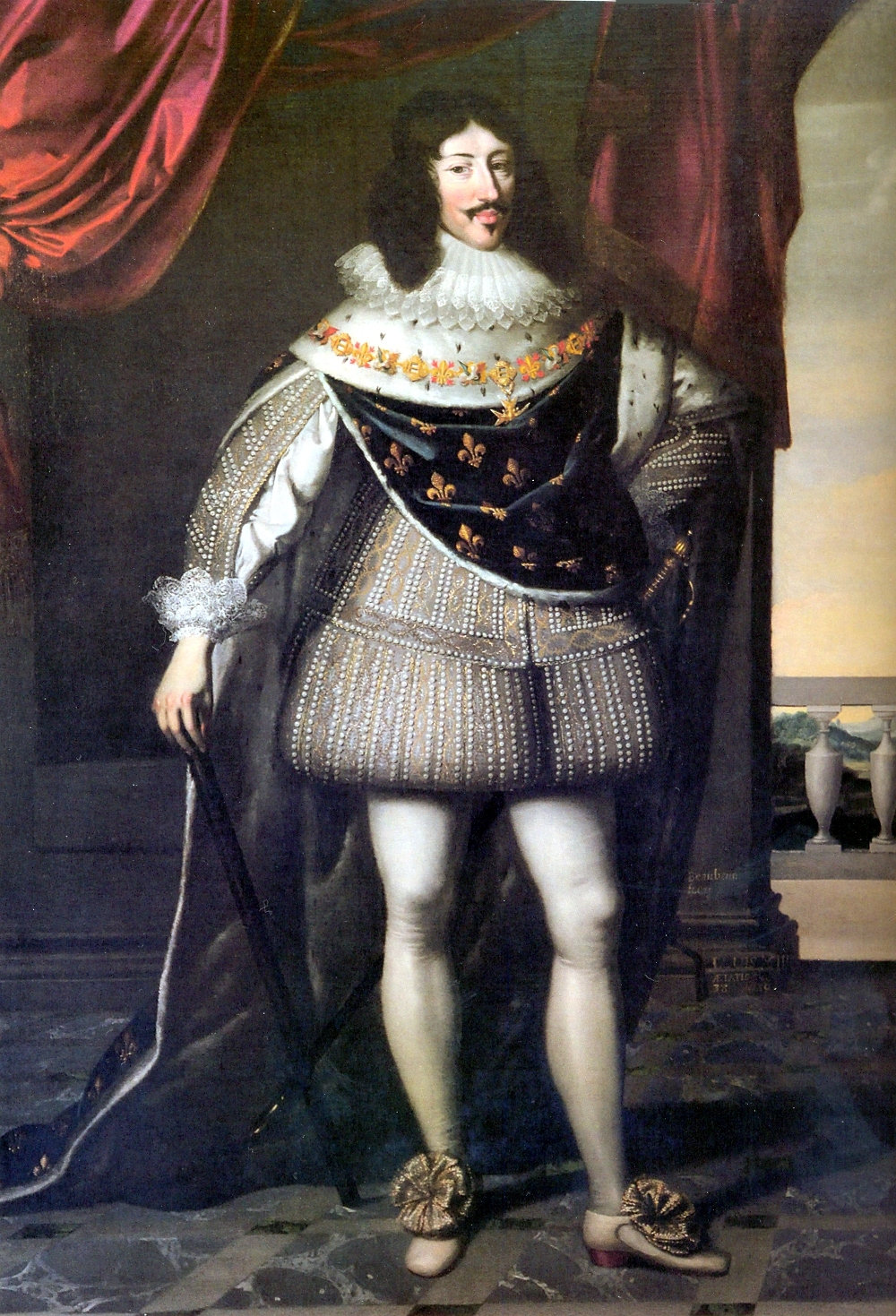
Portret van Lodewijk XIII
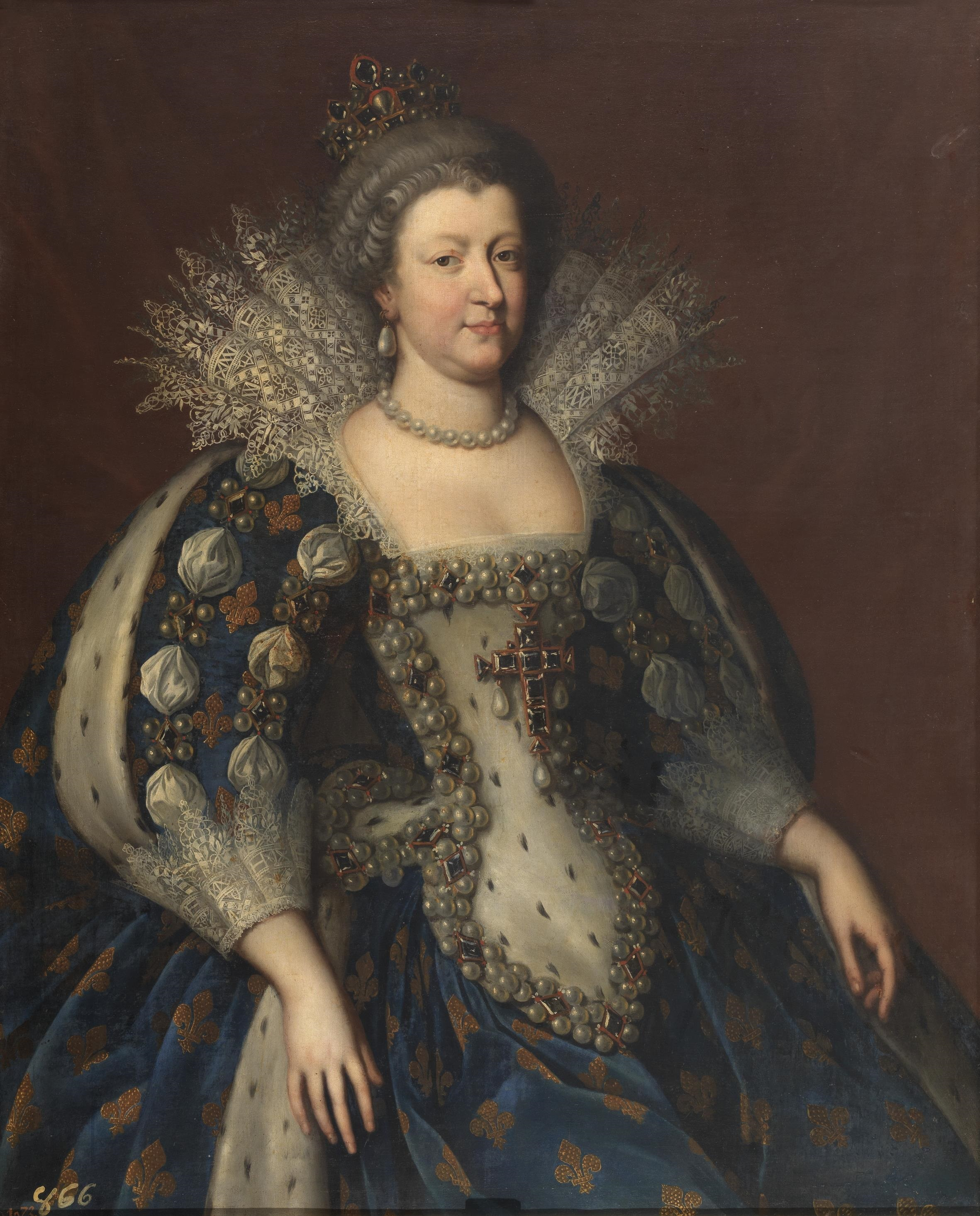
Portret van Maria de' Medici